# 卡杜格利
卡杜格利（阿拉伯语：‎）是苏丹南科尔多凡州的首府。它距离欧拜伊德240公里，位于白尼罗河北岸的努巴山脉。城里有Hilal体育场。